# A Man Apart
A Man Apart är en amerikansk långfilm från 2003 i regi av F. Gary Gray, med Vin Diesel, Larenz Tate, Timothy Olyphant och Geno Silva i rollerna.

## Handling
Sean Vetter och Demetrius Hicks är med i Drug Enforcement Administration som bekämpar narkotikakriget på gränsen mellan Kalifornien och Mexiko. Deras bakgrund att ha växt upp på gatan och blivit bovar som sedan gått över till polisen gör att de är mycket framgångsrika. När Vetters fru dödas av ett narkotikagäng beslutar sig Vetter för att hämnas på de ansvariga, men först måste han kämpa sig upp i organisationen för att nå toppen där de ansvariga finns.

## Om filmen
Filmen är inspelad i Inyokern, San Pedro, Sylmar, Wilmington och Malibu i Kalifornien, New Mexico samt Tijuana i Mexiko. 
Den hade världspremiär i USA, Kanada och Storbritannien den 4 april 2003 och svensk premiär den 15 augusti samma år, åldersgränsen är 15 år.

## Rollista
| Vin Diesel          | – Sean Vetter     |
| Larenz Tate         | – Demetrius Hicks |
| Timothy Olyphant    | – Hollywood Jack  |
| Geno Silva          | – Memo Lucero     |
| Jacqueline Obradors | – Stacy Vetter    |
| Steve Eastin        | – Ty Frost        |
| Juan Fernández      | – Mateo Santos    |
| Jeff Kober          | – Pomona Joe      |
| Marco Rodríguez     | – Hondo           |
| Mike Moroff         | – Gustavo Leon    |
| Emilio Rivera       | – Garza           |
| George Sharperson   | – Big Sexy        |
| Malieek Straughter  | – Overdose        |
| Alice Amter         | – Marta           |
| Jim Boeke           | – Bad Cop         |